# القنب الهندي في إريتريا
يعتبر القنب الهندي في إريتريا غير قانوني مع فرض عقوبات شديدة على إنتاج وبيع وحيازة الماريجوانا للأغراض الطبية أو الترفيهية. يُسجن الجناة لمدة تصل إلى اثني عشر شهرًا وغرامة تصل إلى 50000 ناكفا لحيازتهم. ظروف الزراعة في إريتريا سيئة.
مثل الدول الأخرى في شرق إفريقيا, تستخدم إريتريا كمركز لتهريب المخدرات. يُنقل القنب من جنوب غرب وجنوب شرق آسيا عبر جيبوتي إلى بلدان أخرى في إفريقيا والشرق الأوسط وأوروبا . بدأ هذا بعد استقلال إريتريا بفترة وجيزة, عندما عاد الشباب الإريتري, الذين نشأوا في أوروبا وأمريكا الشمالية, إلى بلادهم وأدخلوا المخدرات إلى المجتمع النامي حديثًا.

## تاريخ
تستخدم أوراق القنب أحيانًا في الطب الشعبي الإريتري.
تحت الحكم الإيطالي، كان القنب يزرع في إريتريا.